# Tumori oka

## Porijeklo i lokacija
Tumori oka mogu biti primarni (izvorno nastali na oku) ili metastatski (proširili se na oko s nekog drugog organa). 
U oko najčešće metastaziraju karcinomi dojke i pluća. Nešto rjeđe nalazimo karcinome prostate, bubrega, štitne žlijezde, kože, zatim limfome debelog crijeva te druge leukoze. 

## Tipovi
Tumori oka i očne šupljine mogu biti dobroćudni (benigni) poput dermoidne ciste, ili zloćudni (maligni) poput rabdomiosarkoma (zloćudni tumor poprečnoprugastih mišića) i retinoblastoma (zloćudni tumor mrežnice; u pravilu se javlja u dječjoj dobi). Najčešći tumor oka je bazocelularni karcinom ili bazaliom. Iako je bazaliom histološki karcinom, veoma je nesklon metastaziranju (1:10 000 slučajeva), pa čak i širenju u okolinu, te je vrlo sporog rasta. 
Lokalizaciju na oku često imaju i skvamozni karcinom, sebacealni karcinom te maligni melanom.
Najčešći intraokularni tumor u odraslih je uvealni melanom. Može se javiti na bilo kojem dijelu uvee: na žilnici, šarenici ili cilijarnom tijelu. 
Najčešći intaokularni tumor u djece je retinoblastom. Ako je rano otkriven, mogućnost izliječenja je preko 95%.
Osim retinoblastoma u djece se često javlja meduloepiteliom. Javlja se na cilijarnom tijelu i žilnici.
Najčešći orbitalni malignom je orbitalni limfom. Dijagnosticira se biopsijom, histopatološkom i imunohistokemijskom analizom. Liječi se kemoterapijom i/ili zračenjem.
Orbitalne dermoidne ciste su benigne tvorbe koje se javljaju na spojevima kostiju, najčešće na spoju čeone i jagodične kosti. Dermoidne ciste mogu pritiskati okolne strukture kao što su mišići ili optički živac, te izazvati smetnje, pa čak i oštetiti vid.

## Simptomi

### Melanom
U ranom stadiju može biti asimptomatski (osoba sama ne zna za postojanje melanoma, otkrije se tek na oftalmološkom pregledu). Kako tumor raste, mogu se javljati simptomi poput magljenja ili smanjenja vida, dvoslika, gubitka vida, te odignuća mrežnice. Nekad se tumor može vidjeti kroz zjenicu. 

### Nevus
Nevus je dobroćudna pigmentacija, ili madež. Rijetko maligno alteriraju u melanom, pa se u pravilu pacijenti s madežom na uvei ne kontroliraju redovito. Da se melanom ne bi krivo proglasio madežom, svaku mrlju na šarenici ili spojnici koja raste mora pregledati oftalmolog.

### Retinoblastom
Strabizam, bjelkasti ili žućkasti odsjaj u zjenici, smanjenje/gubitak vida, oko može biti crveno i bolno. Retinoblastom se može javiti na jednom ili oba oka (a ponekad je lokaliziran na tri mjesta: u oba oka i u epifizi). Javlja se u dojenčadi i male djece. Ponekad se otkrije tako što odsjaj u jednoj zjenici na fotografiji bude crven, a u oku s retinoblastomom takvog odsjaja nema.

## Liječenje
- Laserska terapija
- Plaque terapija
- Radioterapija
- Enukleacija oka: operativno odstranjene cijele očne jabučice, pri čemu su mišići pošteđeni, pa je moguće stavljanje proteze
- Evisceracija: operativno odstranjenje sadržaja očne jabučice, pri čemu bjeloočnica ostaje sačuvana
- Iridektomija: operativno odstranjenje samo tumorom zahvaćenog dijela šarenice
- Koroidektomija: operativno uklanjanje koroidnog sloja
- Iridisiklektomija: operativno odstranjenje šarenice s mišićima cilijarnog tijela
- Resekcija očnog zida
- Kemoterapija

## Klasifikacija

### Tumori srednje očne ovojnice (uvee)
- Hemagiom žilnice
- Melanom žilnice
- Metastatski tumor žilnice
- Nevus (madež) žilnice
- Osteom žilnice
- Melanom cilijarnog tijela
- Nevus šarenice
- Melanom šarenice
- Nevus Otta

### Tumori spojice
- Kaposijev sarkom spojnice
- Epibulbarni dermoid
- Limfom spojnice
- Melanom i PAM s atipijom
- Pigmentni tumori spojnice
- Skvamozni karcinom i intraepitelna neoplazija spojnice

|  | Molimo pročitajte upozorenje o korištenju medicinskih informacija. Ne provodite liječenje bez savjetovanja s liječnikom! |